# Кастильо, Хосе Луис
Хосе Луис Кастильо (исп. José Luis Castillo; 14 декабря 1973, Эмпальме, Сонора, Мексика) — мексиканский боксёр-профессионал, выступавший в 1-й полусредней весовой категории. Чемпион мира в лёгкой (версия WBC, 2000—2002 и 2004—2005) весовой категории.

## 1990—2002
Дебютировал в мае 1990 года, однако слава к нему пришла только в 2000 году.
В июле 2000 году Хосе Луис Кастильо впервые бился за чемпионский пояс в бою против известного легковеса Стиви Джонстон. В упорном поединке большинством голосов Кастильо победил. Бой получил статус «Апсет года (неожиданный результат)» по версии журнала «Ринг».
В сентябре 2000 года состоялся реванш. На этот раз была зафиксирована ничья, позволившая Кастильо сохранить чемпионский пояс.

## 2002-04-20Флойд Мейвезер —Хосе Луис Кастильо
- Место проведения:  ЭмДжиЭм Гранд, Лас-Вегас, Невада, США
- Результат: Победа Мейвезера единогласным решением в 12-раундовом бою
- Статус: Чемпионский бой за титул WBC в лёгком весе (4-я защита Кастильо)
- Рефери: Вик Дракулич
- Счет судей: Анек Хонгтонгкам (116—111), Джон Кин (115—111), Джерри Рот (115—111) — все в пользу Мейвезера
- Вес: Мейвезер 60,80 кг; Кастильо 61,00 кг
- Трансляция: HBO
- Счёт неофициального судьи: Харольд Ледерман (115—111 Кастильо)

В апреле 2002 года состоялся бой Хосе Луис Кастильо против Флойда Мейвезера. Кастильо превзошёл Мейвезера в скорости. Однако все трое судей поставили оценки в пользу Мейвезера. Неофициальный судья телеканала HBO Харольд Ледерман посчитал, что победил Кастильо. Исход был скандальным, и Мэйвезер решил дать незамедлительный реванш.

## 2002-12-07Флойд Мейвезер —Хосе Луис Кастильо (2-й бой)
- Место проведения:  Мандалей Бей Ресорт энд Казино, Лас-Вегас, Невада, США
- Результат: Победа Мейвезера единогласным решением в 12-раундовом бою
- Статус: Чемпионский бой за титул WBC в лёгком весе (1-я защита Мейвезера)
- Рефери: Джо Кортес
- Счет судей: Кен Морита (115—113), Ларри О’Коннелл (116—113), Дэниел Фон Де Вил (115—113) — все в пользу Мейвезера
- Вес: Мейвезер 60,80 кг; Кастильо 61,20 кг
- Трансляция: HBO
- Счёт неофициального судьи: Харольд Ледерман (115—113 Мейвезер)

В декабре 2002 года состоялся повторный поединок Кастильо против Флойда Мейвезера. На этот раз Мейвезер превзошёл в скорости Кастильо и заслуженно победил.

## 2004—2005
В июне 2004 года мексиканец переиграл Хуана Лаcкано.
В декабре 2004 года Хосе Луис Кастильо раздельным решением судей победил техничного кубинца Хоэля Касамайора.
В марте 2005 года он нокаутировал в 10-м раунде Хулио Диаса.

## 2005-05-07Диего Корралес —Хосе Луис Кастильо
- Место проведения:  Мандалей Бей Ресорт энд Казино, Лас-Вегас, Невада, США
- Результат: Победа Корралеса техническим нокаутом в 10-м раунде
- Статус: Чемпионский бой за титул WBC в лёгком весе (3-я защита Кастильо); чемпионский бой за титул WBO в лёгком весе (2-я защита Корралеса)
- Рефери: Тони Уикс
- Счет судей: Дэниел Фон Де Вил (86—85 Корралес), Лу Морет (84—87 Кастильо), Пол Смит (84—87 Кастильо)
- Время: 2:06
- Вес: Корралес 61,20 кг; Кастильо 61,20 кг
- Трансляция: Showtime

В мае 2005 года состоялся бой Хосе Луис Кастильо против Диего Корралеса. Это было очень упорный бой двух очень сильных легковесов. В 10-м раунде Кастильо послал Корралеса на настил. Корралес выплюнул капу, тем самым получил несколько лишних секунд для передышки. Через несколько секунд после продолжения боя Кастильо вновь послал в нокдаун Корралеса. Корралес опять выплюнул капу. За это рефери снял с него очко. Казалось, что Корралес держится на честном слове. Однако после продолжения боя началась обоюдная рубка в которой Корралес начал забивать Кастильо и рефери остановил бой. «Unbelieveble!» — кричали комментаторы телеканала Showtime. Бой получил статус «Бой года» по версии журнала «Ринг», а 10-й раунд — «раунд года».
Исход боя был спорным. Действия рефери (не дисквалифицировал боксера) и Корралеса (выплевывал капу) подверглись критике. Руководство WBC обязало Корралеса дать реванш Кастильо.

## 2005-10-08Хосе Луис Кастильо —Диего Корралес (2-й бой)
- Место проведения:  Томас энд Мэк Центр, Лас-Вегас, Невада, США
- Результат: Победа Кастильо нокаутом в 4-м раунде
- Статус: Рейтинговый бой
- Рефери: Джо Кортес
- Время: 0:47
- Вес: Кастильо 61,20 кг; Корралес 62,80 кг
- Трансляция: Showtime PPV

В октябре 2005 года состоялся 2-й бой Кастильо против Диего Корралеса. Кастильо не смог уложиться в лимит своей весовой категории. По этой причине на бой не были выставлены титулы. В 4-м раунде Кастильо мощнейшим левым крюком нокаутировал Корралеса.

## 2006
В 2006 году планировался 3-й решающий бой этих бойцов. Однако Эль Темибле вновь не уложился в лимит. На этот раз бой отменили. Хосе Луис Кастильо был насильно переведен на категорию выше.

## 2007-06-23Рикки Хаттон —Хосе Луис Кастильо
- Место проведения:  Томас энд Мэк Центр, Лас-Вегас, Невада, США
- Результат: Победа Хаттона нокаутом в 4-м раунде в 12-раундовом бою
- Статус: Чемпионский бой за титул IBO в 1-м полусреднем весе (1-я защита Хаттона)
- Рефери: Джо Кортес
- Время: 2:16
- Вес: Хаттон 63,50 кг; Кастильо 63,50 кг
- Трансляция: HBO
- Счёт неофициального судьи: Харольд Ледерман (30—27 Хаттон)

В июне 2007 года Кастильо вышел на ринг против непобеждённого Рикки Хаттона. Хаттон доминировал в бою. В середине 4-го раунда он провёл левый хук по печени мексиканца. Тот через мгновение, согнувшись, присел на канвас. Кастильо не смог подняться на счёт 10. Рефери зафиксировал нокаут.

## 2008-03-08Тимоти Брэдли —Хосе Луис Кастильо (отменённый бой)
В марте 2008 года должен был пройти отборочный бой за чемпионски титул по версии WBC в 1-м полусреднем весе между Хосе Луисом Кастильо и непобеждённым американцем Тимоти Брэдли. Однако Кастильо не смог уложиться в рамках весовой категории. Поединок был отменён, а Брэдли получил статус претендента на титул без боя.

## Результаты боёв
В таблице перечислены результаты всех поединков боксёров.
В каждой строке указан результат поединка. Дополнительно номер поединка обозначен цветом, который обозначает итог поединка. Расшифровка обозначений и цветов представлена в нижеследующей таблице.
| Пример | Расшифровка                     |
| ------ | ------------------------------- |
|        | Победа                          |
|        | Ничья                           |
|        | Поражение                       |
|        | Планируемый поединок            |
|        | Поединок признан несостоявшимся |
| КО     | Нокаут                          |
| ТКО    | Технический нокаут              |
| PTS    | Решение судей (по очкам)        |
| UD     | Единогласное решение судей      |
| MD     | Решение большинства судей       |
| SD     | Раздельное решение судей        |
| RTD    | Отказ от продолжения боя        |
| DQ     | Дисквалификация                 |
| NC     | Поединок признан несостоявшимся |

| Бой     | Дата             | Соперник                          | Место проведения          | Раундов    | Дополнительно            |
| ------- | ---------------- | --------------------------------- | ------------------------- | ---------- | ------------------------ |
| 66-13-1 | 28 ноября 2014   | Руслан Проводников (23-3)         | Москва, Россия            | TKO5 (12)  |                          |
| 66-12-1 | 30 мая 2014      | Хосе Луис Паян (12-1-1)           | Ногалес, Мексика          | TKO5       |                          |
| 65-12-1 | 21 марта 2014    | Феликс Бохуркес (17-3-1)          | Сонора, Мексика           | TKO5 (10)  |                          |
| 64-12-1 | 1 февраля 2013   | Антуан Смит (22-4-1)              | Чикаго, США               | UD10 (10)  | 90-100 91-99 92-98.      |
| 64-11-1 | 13 июля 2012     | Иван Попока (15-1-1)              | Чикаго, США               | RTD8 (10)  |                          |
| 63-11-1 | 26 ноября 2011   | Самми Вентура (26-21-1)           | Плая-дель-Кармен, Мексика | TKO2 (10)  |                          |
| 62-11-1 | 25 марта 2011    | Хорхе Паэс (26-3-1)               | Мехикали, Мексика         | UD12 (12)  | 111-117 112—117 112—116. |
| 62-10-1 | 7 августа 2010   | Даниэль Эдуардо Якупикио (4-12-2) | Сонора, Мексика           | TKO (10)   |                          |
| 61-10-1 | 18 июня 2010     | Роберто Валенсуэла (53-52-2)      | Тихуана, Мексика          | UD8 (8)    | 80-72 79-74 78-75.       |
| 60-10-1 | 13 марта 2010    | Альфонсо Гомес (21-4-2)           | Арлингтон, США            | RTD6 (10)  |                          |
| 60-9-1  | 12 сентября 2009 | Карлос Уриас (41-16)              | Тепик, Мексика            | TKO2 (8)   |                          |
| 59-9-1  | 22 августа 2009  | Кристиан Солано (26-14-3)         | Лос-Кабос, Мексика        | TKO3 (10)  |                          |
| 58-9-1  | 25 июля 2009     | Роберто Валенсуэла (50-47-2)      | Наярит, Мексика           | KO6 (10)   |                          |
| 57-9-1  | 17 января 2009   | Джеймс Вайка (16-7)               | Мехикали, Мексика         | TKO2 (10)  |                          |
| 56-9-1  | 30 июля 2008     | Себастьян Андрес Лухан (29-5-2)   | Калифорния, США           | UD10 (10)  | 92-98 91-99 91-99.       |
| 56-8-1  | 27 октября 2007  | Адан Касильяс (20-6)              | Мехикали, Мексика         | TKO6 (10)  |                          |
| 55-8-1  | 23 июня 2007     | Рикки Хаттон (42-0)               | Лас-Вегас, США            | KO4 (12)   |                          |
| 55-7-1  | 20 января 2007   | Херман Нгоуджио (15-0)            | Лас-Вегас, США            | SD12 (12)  | 113-115 115—113 115—113. |
| 54-7-1  | 4 февраля 2006   | Роландо Рейес (26-3-2)            | Техас, США                | UD10 (10)  | 119-108 117—110 116—111. |
| 53-7-1  | 8 октября 2005   | Диего Корралес (40-2)             | Лас-Вегас, США            | KO4 (12)   |                          |
| 52-7-1  | 7 мая 2005       | Диего Корралес (39-2)             | Лас-Вегас, США            | TKO10 (12) |                          |
| 52-6-1  | 5 марта 2005     | Хулио Диас (30-2)                 | Лас-Вегас, США            | TKO10 (12) |                          |
| 51-6-1  | 4 декабря 2004   | Хоэль Касамайор (31-2)            | Лас-Вегас, США            | SD12 (12)  | 116-112 113—115 117—111. |
| 50-6-1  | 5 июня 2004      | Хуан Ласкано (33-2-1)             | Лас-Вегас, США            | UD12 (12)  | 117-111 116—112 115—113. |
| 49-6-1  | 13 февраля 2004  | Деррик Паркс (14-1-2)             | Невада, США               | TKO2 (10)  |                          |
| 48-6-1  | 10 октября 2003  | Сауль Дуран (34-9-2)              | Техас, США                | TKO8 (10)  |                          |
| 47-6-1  | 14 июня 2003     | Густаво Корраль (8-4-3)           | Анахайм, США              | KO5 (10)   |                          |
| 46-6-1  | 7 декабря 2002   | Флойд Мейвезер (28-0)             | Лас-Вегас, США            | UD12 (12)  | 113-115 113—116 113—115. |
| 46-5-1  | 3 августа 2002   | Верделл Смит (42-40-3)            | Сонора, Мексика           | KO3 (10)   |                          |
| 45-5-1  | 20 апреля 2002   | Флойд Мейвезер (27-0)             | Лас-Вегас, США            | UD12 (12)  | 111-116 111—115 111—115. |
| 45-4-1  | 25 января 2002   | Хуан Анхель Мациас (26-15-2)      | Невада, США               | ТKO8 (10)  |                          |